# Juan Murillo
Pour les articles homonymes, voir Murillo.
Murillo  Ortiz est un nom espagnol. Le premier nom de famille, en général paternel, est Murillo ; le second, en général maternel, souvent omis, est Ortiz.
Juan Engelberth Murillo Ortiz (né le 1er août 1982) est un coureur cycliste vénézuélien.

## Biographie
Juan Engelberth Murillo Ortiz, dit Juan Murillo, naît le 1er août 1982 au Venezuela.
Il est membre de 2010 à 2012 de Gobernación del Zulia, en 2013 de Kino Táchira, et depuis 2014 de Lotería del Táchira. En 2015, il remporte la 8e étape du Tour du Táchira et termine 2e du classement général.
Il est contrôlé positif à l'EPO CERA sur le Tour de Guadeloupe 2017, le soir de sa victoire sur la 5e étape à Bouillante. La sanction est annoncée début 2018 sur le site internet de la Fédération française de cyclisme. Le Vénézuélien du Gwada Bikers, 35 ans, avait remporté la demi-étape du mur de Saint-Claude et également pris la 2e place du classement général final. Il écope d'une suspension de 4 ans et 10 000 euros d'amende.

## Palmarès et classements mondiaux

### Palmarès sur route
- 2001
  - 3e du championnat du Venezuela sur route espoirs
- 2004
  - 2e étape du Doble Sucre Potosi GP Cemento Fancesa
  -  Médaillé de bronze du championnat panaméricain sur route espoirs
- 2006
  - 12e étape du Tour du Táchira
  - 2e étape du Tour de l'État de Yaracuy
  - 2e étape du Tour d'Aragua
  - 2e étape du Tour du Venezuela
  - 4e étape du Clásico Ciclístico Banfoandes
- 2007
  - 3e étape du Tour du Táchira
  - 3e étape du Tour de Bramón
  - 3e du Tour de Bramón
- 2009
  - 4e étape du Tour du Táchira
- 2010
  - 3e du Tour de Bramón
- 2011
  - 2e du Tour du Venezuela
- 2012
  - 10e étape du Tour du Táchira
- 2013
  - 3e étape du Tour du Táchira
  - 7e étape du Tour du Venezuela
  - 1re étape du Clásico Virgen de la Consolación de Táriba
  - 2e du championnat du Venezuela sur route
  - 2e du Tour du Venezuela
  - 2e du Clásico Virgen de la Consolación de Táriba
  - 2e de la Vuelta a Tovar
- 2014
  - 3e étape du Tour du Táchira
  - 1re et 2eb (contre-la-montre) étapes du Tour de la Guadeloupe
  - Tour de Bramón :
    - Classement général
    - 2e étape

  - 3e du Tour du Táchira
  - 3e du Tour de la Guadeloupe
- 2015
  -  Champion du Venezuela sur route
  - 8e étape du Tour du Táchira
  - 2e du Tour du Táchira
- 2017
  - 2eb (contre-la-montre) et 4e étapes du Tour de la Guadeloupe
  - 2e du Tour de la Guadeloupe

### Classements mondiaux
| Année            | 2005 | 2006 | 2007 | 2008 | 2009 | 2010 | 2011 | 2012 | 2013 | 2014 | 2015 | 2016 | 2017 |
| ---------------- | ---- | ---- | ---- | ---- | ---- | ---- | ---- | ---- | ---- | ---- | ---- | ---- | ---- |
| UCI America Tour | 299e | 134e | 95e  | 300e | 141e | 199e | 35e  | 269e | 13e  | 12e  | 18e  | 571e | 85e  |